# どうにかなる日々
『どうにかなる日々』（どうにかなるひび、英語表記：Happy-Go-Lucky Days）とは志村貴子による日本の漫画作品である。『マンガ・エロティクス・エフ』（太田出版）vol.15（2002年5月）〜26（2004年3月）に連載された。2020年10月23日には劇場アニメが公開された。

## 概要
単行本は太田出版より大判サイズ（A5）で全2巻が発行されている。表題作12編のほか1巻には同じ『マンガ・エロティクス・エフ』に掲載された読みきり1編、麗人（竹書房）に掲載された読みきり2編が収録されている。タイトルは町田康著『へらへらぼっちゃん』から。
ちょっと変わった恋愛模様とありふれた日常を、独特のテンポと繊細な心理描写で淡々と描いたショートストーリー集。基本的に1話完結のオムニバス形式で収録されている。大人の男女の組み合わせだけでなくゲイ、レズビアンや近親相姦さらには幽霊といった様々なキャラクター同士が絡むエピソードが描かれる。淡白な描き方ではあるが、ほとんどの収録作に直接的な性描写がある。
2015年4月に同社からB6サイズの新装版が2冊発行されており、サブタイトルが改められている。

## あらすじ
scene1
ダンナに逃げられた人妻・スズキヨリコが、アルバイト生活をしている田辺と出会うお話。
scene2
妹の奈緒に慰められたいが故に万引きを繰り返し、そのたびに補導される兄のお話。
scene3
古いアパートに住んでいる女が、5年間一緒に住んでいた男を置いてお見合いをするお話。
scene4
好きだった生徒・矢ヶ崎にふられた男子校の教師・澤のお話。
（以上、1巻〈新装版ではピンク〉に収録）
scene5
昔の恋人・百合の結婚式で出会った2人の女性のお話。
scene6
仕事を辞め、失意の中実家に帰ることになった女性・ハルのお話。
scene7
『scene3』の前の話。5年間、古いアパートで暮らしていた男と女のお話。
scene8
AVに出演した従姉・小夜子と一時的に同居することになり悶々とする小学生・しんいちのお話。
scene9
ルームメイトの女性・民子に想いを募らせている女性・志乃のお話。
scene10
AVに出演した従姉・小夜子を持つ幼馴染に好意を寄せる中学生・みかのお話。『scene8』の続編。
scene11
女幽霊と幽霊が見える小学校の先生・山田が出会ったお話。
scene12
離婚して娘と離れ離れになった不器用なパート従業員・藤岡のお話。
（以上、2巻〈新装版ではみどり〉に収録）
以下、読みきり作品（いずれも1巻〈新装版ではピンク〉に収録）
無毛信仰
マンガ・エロティクス・エフ vol.14掲載
陰毛が生え始めて戸惑う中学生・琴子のお話。
ハッピーなエンド
麗人 2001年11月号掲載
同じクラスの男子が好きになった双子の兄・祐介と男子を好きにならない弟・恵介のお話。
先生のくせに
麗人 2002年11月号掲載
家庭教師の先生に惚れられた双子の弟・恵介のお話。『ハッピーなエンド』の続編。

## コミック
- 志村貴子『どうにかなる日々』太田出版〈F×comics〉、全2巻
  1. 2003年1月8日初版発行（2002年12月12日発売） ISBN 4-87-233725-5[3]
  2. 2004年5月9日初版発行（同日発売） ISBN 4-87-233842-1[4]
- 志村貴子『どうにかなる日々 新装版』太田出版、全2巻
  - ピンク 2015年4月14日発売 ISBN 978-4-77-832249-6[1]
  - みどり 2015年4月14日発売 ISBN 978-4-77-832250-2[2]

## 劇場アニメ
2020年10月23日公開。当初は5月8日に公開予定であったが、2019新型コロナウイルスの感染拡大の影響で公開延期となった。メイン上映館は新宿バルト9。レーティングはPG12。

### キャスト
- えっちゃん：花澤香菜[8]
- あやさん：小松未可子[8]
- 澤先生：櫻井孝宏[8]
- 矢ヶ崎くん：山下誠一郎[8]
- しんちゃん：木戸衣吹[8]
- みかちゃん：石原夏織[8]
- 小夜子：ファイルーズあい[8]
- 百合：早見沙織[8]
- 田辺くん：島﨑信長[8]
- ヨリコさん：田村睦心[8]
- しんちゃん父：天﨑滉平[8]
- しんちゃん母：白石涼子[8]

### スタッフ
- 原作 - 志村貴子[6]
- 監督 - 佐藤卓哉[6]
- 演出 - 有冨興二[6]
- 脚本 - 佐藤卓哉、井出安軌、冨田頼子[6]
- キャラクターデザイン - 佐川遥[6]
- 色彩設計 - 仲村祐栄[6]
- 美術コンセプト - 伊藤豊[6]
- 美術監督 - 齋藤幸洋[6]
- 撮影 - 高津純平[6]
- 編集 - 長谷川舞[6]
- 音楽 - クリープハイプ[5]
- 主題歌 - クリープハイプ「モノマネ」[5]
- アニメーション制作 - ライデンフィルム京都スタジオ[6]
- 配給 - ポニーキャニオン[6]

### アニメ化の経緯・エピソード選定
原作の連載から20年近く経ってのアニメ化となるが、志村作品が持つ「人間関係や恋愛についてのフラットな視点」に今の時代らしさがあるのではとプロデューサーが考えアニメ化を企画。エピソードの選定にあたってはアニメの尺の上限があらかじめ決まっていたため、コンセプトを「今はもう身の回りからいなくなってしまったけれど、かつて近くにいた誰かを思い出す話」に設定。それに当てはまる「えっちゃんとあやさん」「澤先生と矢ヶ崎くん」「しんちゃんと小夜子」「みかちゃんとしんちゃん」の4本が選ばれた。エピソード選定にあたって原作者の志村への確認も行われたが、志村が気に入っているエピソードだったため異論はなかったという。

### スタッフ
監督は「あさがおと加瀬さん。」「フラグタイム」の佐藤卓哉が担当し、演出はスタジオジブリ出身の有冨興二が担当。公式パンフレットによると佐藤と有富は映像制作にあたって日常芝居を意識し、高畑勲のような映像を目指したという。またキャラクターデザインは佐川遥、アニメーション制作はライデンフィルム京都スタジオが担当し、脚本は佐藤卓哉、井出安軌、冨田頼子の3名が担当した。

### キャスト・アフレコ
メインキャストは花澤香菜、小松未可子、櫻井孝宏、山下誠一郎、木戸衣吹、石原夏織、ファイルーズあいの7人。サブキャストとして早見沙織、島﨑信長、田村睦心、天崎滉平、白石涼子の5人がクレジットされている。メインキャストは大人数でのオーディションを実施し選ばれたが、櫻井と山下に関しては監督の佐藤からの推薦があった。本作のアフレコでは音響監督も兼任した佐藤が抑えた芝居を要求し、吐息芝居をしないようにという指導も行われた。あやさん役を演じた小松は「キレイにしゃべることを意識しつつ、リアルなテンションで演じることも意識した」と話している。また原作者の志村も一部アフレコに立ち会った。

### 主題歌・音楽
主題歌と劇伴音楽はロックバンドのクリープハイプが担当している。当初クリープハイプへのオファーは劇伴音楽のみだったが、原作を読んだ尾崎世界観から「主題歌もセットで担当したい」とプロデューサーの寺田悠輔に相談があり、各所調整ののち実現した。志村も以前からクリープハイプを知っていて好きな曲もあったという。また本作のために書き下ろされた主題歌「モノマネ」はクリープハイプの過去曲「ボーイズENDガールズ」の続編にあたる曲となった。劇伴製作にあたって、尾崎はシーンを決めてから曲を書くのではなく「とりあえずギターを手に『どうにかなる日々』っぽい曲を思い付くまま作り、できあがった曲の尺を調整しながら必要なシーンに当てはめる」という手法をとった。それについて寺田は「どうにかなる日々」の前に音楽プロデューサーを担当していた「推しが武道館いってくれたら死ぬ」での劇伴製作とは全く異なる作り方だったと話している。

### 舞台挨拶
新宿バルト9ほかにて2020年10月24日、2020年10月31日、2020年11月12日の3日間で開催された。

### デジタルロードショー＆ダウンロード販売
2020年12月11日からデジタルロードショーがFOD、U-NEXT、dアニメストア、Hulu、TSUTAYA TVほかにて開始。またダウンロード販売がiTunes、Google Play、Amazonプライム・ビデオほかで開始となった。デジタルロードショーは2021年1月4日までの期間限定となる。

### Blu-ray&DVD
2021年3月17日にBlu-ray&DVDが発売された。初回限定版のBlu-ray Happy-Go-Lucky Editionには、キャラクターデザイン・佐川遥描き下ろしボックス、原作・志村貴子描き下ろしデジパック、同じく原作・志村貴子描き下ろしの前日譚ショート漫画「振られたえっちゃんと振られる前のあやさんのはなし」「矢ヶ崎くんに告白される前の澤センセイのはなし」「〜おもいで〜 小夜子としんいち with みか」、また映像特典としてキャスト対談映像「どうにかなる日々、わたしたちの日々」完全版も収録されている。